# Adlullia semifumosa
Adlullia semifumosa är en fjärilsart som beskrevs av Holloway 1976. Adlullia semifumosa ingår i släktet Adlullia och familjen tofsspinnare. Inga underarter finns listade i Catalogue of Life.